# Халькозинізація
Халькозинізація (рос. халькозинизация, англ. chalcocitization,  нім. Chalkosinisation f) – процес утворення халькозину внаслідок окиснення мінералів (найчастіше борніту - Cu5FeS4), які містять мідь. Як правило, відбувається в зоні вторинного збагачення мідних родовищ.